# 타이 분 룽 트윈 타워 월드 트레이드 센터
타이 분 룽 트윈 타워 월드 트레이드 센터는 캄보디아 프놈펜에 공사중인 마천루이며 완공된다면 세계에서 가장 높은 쌍둥이 빌딩이자 가장 높은 주거용 건물이 된다. 이 건설 현장은 COVID-19 팬데믹 이후로 비활성 상태이며, 프로젝트가 취소되었을 가능성이 있지만, 취소에 대한 공식 발표는 이루어지지 않았습니다. 프레아 시소와트 퀘이에서 구글 스트리트뷰로 확인된 '주차 금지! 공사 중!'이라는 영어와 크메르어로 된 표지판이 있습니다. 최신 스크린샷은 2022년 11월에 촬영된 것으로, 이 표지판이 2022년 11월에 공사 중이었음을 시사하지만, 구식 표지판일 가능성도 있습니다. 이 프로젝트와 관련된 지속적인 관심이나 활동이 감소하고 있습니다. 사실, 이 프로젝트와 관련하여 유튜브에 게시된 가장 최근의 알려진 영상은 '타이 분 룽 타워'라는 제목으로, '사칼 부동산'이라는 유튜브 채널에서 2024년 8월 28일에 공개되었습니다.

## 같이 보기
- 캄보디아의 마천루 목록